# Єршов Едуард Дмитрович
Єршов Едуард Дмитрович (рос. Ершов Эдуард Дмитриевич; 26 листопада 1940 року, Макіївка, Україна — 26 квітня 2009 року, Москва, Росія) — радянський і російський геолог, гекокріолог, дослідних багаторічної мерзлоти. Заслужений професор Московського державного університету (2005), доктор геолого-мінералогічних наук (1977), заслужений діяч науки РРФСР (1991).

## Біографія
Едуард Дмитрович Єршов народився 26 листопада 1940 року в робітничому селищі шахти Буроз (імені Кірова) під Макіївкою (нині Радянський район міста), Сталінська область України.
1963 року закінчив геологічний факультет Московського державного університету. 1968 року захистив кандидатську дисертацію з геолого-мінералогічних наук «Принципи і прийоми управління сезонним відтаненням-промерзанням порід: на прикладі Анадирського району». 1977 року захистив докторську дисертацію з геолого-мінералогічних наук «Вологоперенос і кріогенні текстури в дисперсних породах». 1981 року Едуарда Єршова обрано деканом геологічного факультету МДУ, а наступного року присвоєно звання професора. З 1982 по 2008 рік обіймав посаду завідувача кафедрою мерзлотознавства (від 1986 року перейменованою на кафедру геокріології) геологічного факультету.Едуардом Дмитровичем на кафедрі було створено ряд лабораторій: кріогенної геодинаміки (1982), інженерної геокріології (1983), регіональної та історичної геокріології (1983), з використання математичних методів і ЕОМ в геології (1985). 1983 року ним вперше була організована зимова навчальна практика для студентів 4-го курсу за спеціальностями «інженерна геологія» та «гідрогеологія і мерзлотознавство». З початком Перебудови геологічний факультет 1986 року під його керівництвом одним з перших в університеті почав цільову підготовку фахівців на основі прямих договорів з виробничими геологічними організаціями. 1987 року полишив посаду декана та на рік став секретарем партійного комітету університету.

## Наукові праці
Коло наукових інтересів Едуарда Дмитровича Єршова: фізико-хімія і механіка мерзлих ґрунтів і гірських порід, кріолітогенез, петрографія, теплофізика, інженерна, регіональна і глобальна геокріологія. Досліджував поведінку мерзлих порід, цикли відтанення і промерзання, термодинаміку фазових переходів вологи в дисперсних породах. Першим сформулював положення наукової теорії вологопереносу в мерзлих, талих і замерзаючих породах. Його дослідження в інженерній геокріології допомогли підвищити надійність інженерно-геологічного обґрунтування будівництва в умовах Крайньої Півночі Росії.
Едуард Дмитрович Єршов автор 110 наукових статей, 13 монографій, 2 патентів, 5 дисертацій і 8 навчальних курсів. Основними працями є:
- (рос.) Ершов Э. Д. и др. Фазовый состав влаги в мерзлых породах. — М. : Изд-во МГУ, 1979. — 189 с.
- Криолитогенез (1982),
- (рос.) Гречищев С. Е., Ершов Э. Д., Чеверев В.Г. Новые методы исследования состава, строения и свойств мерзлых грунтов. — М., 1983.
- Термоэрозия дисперсных пород (співавтор, 1982),
- Теплофизические свойства горных пород (співавтор, 1984)
- Деформация и напряжения в промерзающих и оттаивающих породах (співавтор, 1985)
- Лабораторные методы исследования мёрзлых пород (співавтор, 1985)
- (рос.) Ершов Э. Д. и др. Микростроение мерзлых пород. — М. : Изд-во МГУ, 1988. — 180 с. — ISBN 5-211-00124-9.
- (рос.) Ершов Э. Д., Данилов И. Д., Чеверев В. Г. Петрография мерзлых пород. Учебник. — М. : Изд-во МГУ, 1987. — 311 с.
- (рос.) Ершов Э. Д., Данилов И. Д., Чувилин Е. М. Общая геокриология. Микростроение мерзлых пород. Природные льды как мономинеральные горные породы. — М., 1990. — Недра с.
- Инженерная геокриология (1991)
- Геокриология в Московском университете (редактор, 1993)
- Геокриология СССР. Европейская территория СССР / Под ред. Э. Д. Ершова. — М. : Недра, 1988. — 358 с.
- Геокриология СССР. Западная Сибирь / Под ред. Э. Д. Ершова. — М. : Недра, 1989. — 454 с. — ISBN 5-247-00432-9.
- Геокриология СССР. Средняя Сибирь / Под ред. Э. Д. Ершова. — М. : Недра, 1989. — 414 с. — ISBN 5-247-00133-7.
- Геокриология СССР. Горные страны юга СССР / Под ред. Э. Д. Ершова. — М. : Недра, 1989. — 359 с.
- Геокриология СССР. Восточная Сибирь и Дальний Восток / Под ред. Э. Д. Ершова. — М. : Недра, 1989. — 515 с. — ISBN 5-247-00434-5.
- Основы геокриологии / Под ред. Э. Д. Ершова. — М. : Изд-во МГУ, 1995. — Т. 1. Физико-химические основы геокриологии. — 368 с. — ISBN 5-211-02637-3.
- Основы геокриологии / Под ред. Э. Д. Ершова. — М. : Изд-во МГУ, 1996. — Т. 2. Литогенетическая геокриология. — 399 с. — ISBN 5-211-03533-X.
- Основы геокриологии / Под ред. Э. Д. Ершова. — М. : Изд-во МГУ, 1998. — Т. 3. Региональная и историческая геокриология. — 575 с. — ISBN 5-211-04058-9.
- Основы геокриологии / Под ред. Э. Д. Ершова. — М. : Изд-во МГУ, 2001. — Т. 4. Динамическая геокриология. — 688 с. — ISBN 5-211-04360-X.
- Основы геокриологии / Под ред. Э. Д. Ершова. — М. : Изд-во МГУ, 1999. — Т. 5. Инженерная геокриология. — 526 с. — ISBN 5-211-02550-4.
- Основы геокриологии / Под ред. Э. Д. Ершова. — М. : Изд-во МГУ, 2008. — Т. 6. Геокриологический прогноз и экологические проблемы в криолитозоне. — 768 с. — ISBN 978-5-211-05466-0.
- (рос.) Ершов Э. Д. и др. Методы геокриологических исследований. — М. : Издательство МГУ, 2004. — 512 с. — ISBN 5-211-26121-7.
- (англ.) Principles of Geocryology / Editor E. D. Ershov. — Lanzhou : University Press Lanzhou, China, 2015. — Т. Volume 2. Lithogenetic geocryology. — 270 с. — ISBN 978-7-311-04793-1.

Едуард Дмитрович Єршов автор ряду навчальних курсів з геокріології геологічного факультету Московського державного університету:
- «Польові методи геокріологічних досліджень» (1986);
- «Загальна геокріологія» (1989, 1997);
- «Геокріологія» (1996);
- «Міграція хімічних елементів в кріолітозоні» (2003);
- «Фізико-хімія та петрографія мерзлих ґрунтів» (2003)[2].

Едуард Дмитрович Єршов співавтор двох винаходів:
- Прилад для визначення масообмінних властивостей капілярно-пористих систем № 894484 (1981).
- Спосіб визначення тиску морозного здимання ґрунтів № 1596241 (1990).

## Нагороди і відзнаки
Едуард Єршов за свої здобутки в досліджуваній області був заслужено відмічений рядом нагород:
- 1980 — орден Трудового Червоного Прапора.
- 1986 — орден Дружби народів.
- 1986 — Лауреат премії імені М. В. Ломоносова за цикл підручників, монографій, методичних посібників з фізико-хімічних і механічних основ кріолітогенезу.
- 1991 — Заслужений діяч науки РРФСР.
- 1993 — Лауреат Державної премії Російської Федерації за монографію «Геокріологія СРСР у 5 томах» як співавтор і головний редактор.
- 2005 — Заслужений професор Московського університету (2005).